# Mesara
Ravnica Mesara ili jednostavno Mesara (grčki: Μεσσαρά) aluvijalna je ravnica u južnoj Kreti. Proteže se oko 50 km u smjeru zapad-istok i 7 km od sjevera prema jugu, što je čini najvećom ravnicom na Kreti.
Na brežuljku na njezinome zapadnom kraju nalaze se ruševine Phaestusa, a negdje u središtu su ruševine drevnog grada Gortysa. Od 1500. godine pr. Kr. do danas, ravnica se proširila za čak 6 km zbog nakupljanja aluvijalnog sedimenta. Utvrđeno je da je glina iz Mesare služila kao materijal za izradu minojske keramike, posebice s podnožja planina Asterousia na jugu i podnožja planine Ida na sjeveru.  U ravnici Messara razvijeno je maslinarstvo, vinogradarstvo i povrtlarstvo. Dio uzgojenih proizvoda plasira se na domaće tržište, no značajan dio proizvedenog maslinovog ulja izvozi se na europska tržišta. Ravnica Mesara također je staništem autohtonog konja Mesara.